# Nature Boy
«Nature Boy» es una canción de Eden Ahbez (1908-1995) publicada en 1947. La canción cuenta la historia de un chico extraño y encantador que viajó muy lejos solo para aprender que lo más importante de la vida es amar y ser amado. La grabación del tema que hizo Nat King Cole en 1948 fue un enorme éxito, y desde entonces la canción se convirtió en un estándar tanto del pop como del jazz, interpretado por innumerables intérpretes.

## Lista selectiva de versiones grabadas
- George Benson
- Dick Haymes
- Big Star
- Donald Braswell II
- Javier Corcobado II
- James Brown
- Natalie Cole
- John Coltrane
- Harry Connick, Jr.
- Kurt Elling
- José Feliciano
- Ella Fitzgerald & Joe Pass
- Marvin Gaye
- Stan Getz
- Stéphane Grappelli
- Frank Sinatra
- Woody Herman
- Al Hirt
- Engelbert Humperdinck
- Peggy Lee
- Vinicius de Moraes y Toquinho
- Aaron Neville
- David "Fathead" Newman
- Leonard Nimoy
- Abbey Lincoln
- Art Pepper
- Sun Ra
- Grace Slick
- Sarah Vaughan
- Caetano Veloso
- Maria Bethânia
- Celine Dion
- Cher
- Kerli
- Tony Bennett & Lady Gaga
- Bobby Solo
- David Bowie
- Aurora Aksnes
- Luciana Morelli
- toulouse-lautrec
- Pentatonix
- Rick Astley
- James Last
- Ray Charles
- Etta Jones